# Saint-Maurice-la-Clouère
Saint-Maurice-la-Clouère é uma comuna francesa na região administrativa da Nova Aquitânia, no departamento de Vienne. Estende-se por uma área de 39,6 km². Em 2010 a comuna tinha 1 342 habitantes (densidade: 33,9 hab./km²).